# Euthalenessa digitata
Euthalenessa digitata är en ringmaskart som först beskrevs av McIntosh 1885.  Euthalenessa digitata ingår i släktet Euthalenessa och familjen Sigalionidae. Inga underarter finns listade i Catalogue of Life.